# 노종우
노종우(盧鍾雨, 1969년 8월 29일 ~ )은 전 KBO 리그 LG 트윈스, 현대 유니콘스의 투수였다.

## 출신 학교
- 명지고등학교
- 원광대학교 (88학번)